# Helius (Helius) chikurinensis chikurinensis
Helius (Helius) chikurinensis chikurinensis is een ondersoort van de tweevleugelige Helius (Helius) chikurinensis uit de familie steltmuggen (Limoniidae). De ondersoort komt voor in het Oriëntaals gebied.